# سيزار غارسيا (لاعب كرة قدم مواليد 1999)
سيزار غارسيا (بالإسبانية: César García Menéndez)‏ هو لاعب كرة قدم إسباني، ولد في 27 أغسطس 1999 في أفيليس في إسبانيا.

## وصلات خارجية
- سيزار غارسيا (لاعب كرة قدم مواليد 1999) على موقع قاعدة بيانات كرة القدم.إي يو (الإنجليزية)
- سيزار غارسيا (لاعب كرة قدم مواليد 1999) على موقع Soccerway.com (الإنجليزية)